# Мецосопран
Мецосопран (од итал. mezzo soprano „полусопран“; фр. bas-dessus) је један од гласовних фахова за жене и дечаке, који се по висини налази између алта и сопрана. Од сопрана се разликује тамнијом бојом и нижим регистром: a—h♭2, у изузетним случајевима до c3 (високо це). Мецосопран се још назива сопран II.
Некада су и мушки певачи кастрати певали у вокалном распону мецосопрана. Неке од улога за женске мецосопране су писане тако да оне глуме младића-дечака или анђела са типично нешто вишим гласом. Пример је улога Керубина у опери Фигарова женидба. 
Мецосопрани обично имају секундарне улоге у операма. У томе постоје значајни изузеци: улога Кармен у истоименој опери (и друге француске опере 19. века), Росина у опери Севиљски берберин итд. Међутим, ове улоге певају и сопрани. 
Мецосопрани се сврставају у три категорије: колоратурни, лирски и драмски. 
- Колоратурни мецосопрани имају веома покретљив глас у вишем регистру, где се од њих захтева виртуозност у извођењу брзих музичких пасажа. Певачице овг гласа успешно певају улоге писане за гласове кастрата. Познати колоратурни мецосопрани су: Чечилија Бартоли, Тереза Берганца, Мерлилин Хорн и Елина Гаранча.
- Лирски мецосопрани имају нежан, осећајан и, понекад, готово плачан глас. Овај тип гласа је идеалан за улоге којима женски певачи тумаче мушке ликове. Оперске певачице овог типа гласа су: Џенет Бејкер, Агнес Балтса, Малена Арнман, Магдалена Кожена, Татјана Тројанос и Фредерика фон Штаде.
- Драмски мецосопрани имају снажан глас који може да надјача снагу оркестра и хора. Арије за ове гласове су нарочито писали Верди, Вагнер и Штраус. У најпознатије драмке мецосопране убрајају се: Ирина Архипова, Фјоренца Косото, Бисерка Цвејић, Криста Лудвиг, Ђулијета Симионато и Ширли Верет.

## Типичне мецосопранске улоге у операма

### Колоратурни мецосопрани
- Изабела (Италијанка у Алжиру, Ђоакино Росини)
- Јулије Цезар (Јулије Цезар, Г. Ф. Хендл)
- Леонора (Фаворита, Гаетано Доницети)
- Орсини (Лукреција Борџија, Гаетано Доницети)
- Росина (Севиљски берберин, Ђоакино Росини)
- Танкреди (Танкреди, Ђоакино Росини)

### Лирски мецосопрани
- Дидона, (Дидона и Енеја, Хенри Персл)
- Дорабела (Тако чине све, В. А. Моцарт)
- Кармен (Кармен, Жорж Бизе) - може бити и улога за драмски мецосопран
- Керубино (Фигарова женидба, В. А. Моцарт)
- Лола (Кавалерија рустикана, Пјетро Маскањи)
- Октавијан (Каваљер с ружом, Рихард Штраус)
- Орловски (Слепи миш, Јохан Штраус)
- Пепељуга (Пепељуга, Ђоакино Росини)
- Сузуки (Мадам Батерфлај, Ђакомо Пучини)
- Флора Бервоа (Травијата, Ђузепе Верди)
- Шарлота (Вертер, Жил Масне)

### Драмски мецосопрани
- Амнерис (Аида, Ђузепе Верди)
- Азучена (Трубадур, Ђузепе Верди)
- Дидона (Тројанци, Хектор Берлиоз)
- Кармен (Кармен, Жорж Бизе) - може бити и улога за лирски мецосопран
- Далила (Самсон и Далила, Камиј Сен-Санс)
- Марина (Борис Годунов, Модест Мусоргски)
- Ортруд (Лоенгрин, Рихард Вагнер)
- Принцеза од Еболија (Дон Карлос, Ђузепе Верди)
- Фрика (Рајнско злато; Валкире, Рихард Вагнер)